# پاسخ به ۱۹۸۸
پاسخ به ۱۹۸۸ (انگلیسی: Reply 1988; کره‌ای: 응답하라 1988) یک مجموعه تلویزیونی کره جنوبی سال ۲۰۱۵ با بازی لی هه ری، ریو جون یول، گو کیونگ پیو، پارک بو گوم و لی دونگ هوی است. در سال ۱۹۸۸، این مجموعه حول محور پنج دوست و خانواده‌های آنها است که در یک محله، سسانگمون-دونگ، منطقه دوبونگ، در شمال سئول، زندگی می‌کنند. این مجموعه از ۶ نوامبر ۲۰۱۵ تا ۱۶ ژانویه ۲۰۱۶، روزهای جمعه و شنبه از تی‌وی‌ان برای ۲۰ قسمت پخش شد.
پاسخ به ۱۹۸۸ سومین بخش از مجموعه پاسخ شبکهٔ تی‌وی‌ان است. این مجموعه تحسین منتقدان و بینندگان را به دست‌آورد و با رکورد سهم مخاطبان ۱۸٫۸٪ در سراسر کشور برای آخرین قسمت خود، تبدیل به چهارمین درام با بالاترین رتبه‌بندی در تاریخ تلویزیون کابلی کره‌ای شد.

## بازیگران

### اصلی
- لی هه ری در نقش سونگ دوک سون / سونگ سو یون
- ریو جون یول در نقش کیم جونگ هوان
- گو کیونگ پیو در نقش سونگ سون وو
- پارک بو گوم در نقش چوی تک
- لی دونگ هوی در نقش ریو دونگ ریونگ